# Grinnell (Iowa)
Grinnell és una població dels Estats Units a l'estat d'Iowa. Segons el cens del 2000 tenia 9.105 habitants.

## Demografia
Segons el cens del 2000, Grinnell tenia 9.105 habitants, 3.498 habitatges, i 2.067 famílies. La densitat de població era de 704,5 habitants/km².
Dels 3.498 habitatges en un 27,5% hi vivien nens de menys de 18 anys, en un 47,2% hi vivien parelles casades, en un 9,5% dones solteres, i en un 40,9% no eren unitats familiars. En el 34,7% dels habitatges hi vivien persones soles el 16,4% de les quals corresponia a persones de 65 anys o més que vivien soles. El nombre mitjà de persones vivint en cada habitatge era de 2,23 i el nombre mitjà de persones que vivien en cada família era de 2,84.
Per edats la població es repartia de la següent manera: un 20,5% tenia menys de 18 anys, un 19,9% entre 18 i 24, un 22,2% entre 25 i 44, un 19% de 45 a 60 i un 18,5% 65 anys o més.
L'edat mediana era de 35 anys. Per cada 100 dones de 18 o més anys hi havia 80,7 homes.
La renda mediana per habitatge era de 35.625 $ i la renda mediana per família de 48.991 $. Els homes tenien una renda mediana de 33.956 $ mentre que les dones 23.864 $. La renda per capita de la població era de 17.939 $. Entorn del 8,9% de les famílies i el 13,3% de la població estaven per davall del llindar de pobresa.

## Poblacions més properes
El següent diagrama mostra les poblacions més properes.